# Lee Chong Wei
Lee Chong Wei (n. 21 octombrie 1982, Bagan Serai⁠(d), Perak⁠(d), Malaysia) este un jucător de badminton ce a reprezentat Malaysia, medaliat olimpic. A participat la 4 ediții ale Jocurilor Olimpice (2004, 2008, 2012, 2016) în care a câștigat 3 medalii de argint.